# Christianisation et urbanisation du Nord-Pas-de-Calais
La christianisation de la région qui est aujourd'hui le Nord-Pas-de-Calais fut infime à l'époque romaine; elle débuta lentement au VIe siècle, à l'époque mérovingienne, par la nomination d'un évêque à Cambrai.
Au VIIe siècle, à partir de l'époque de Dagobert Ier, l'aristocratie franque fonda de nombreuses abbayes qui furent des bases pour la diffusion du catholicisme  dans le milieu rural.

## Époque romaine
Antérieurement à la romanisation (du XVe siècle av. J.-C. au Ier siècle av. J.-C.), les peuples gaulois occupaient la région avec les Nerviens du Hainaut actuel, les Atrébates de l’Arrageois et les Morins du Boulonnais et de Thérouanne (d’est en ouest).
L'habitat était essentiellement constitué de hameaux autour de fermes. Les oppida, camps fortifiés comme Etrun (dans l'Artois), étaient très rares dans la région, et servent plutôt de refuge que d'habitation permanente. Dans la vallée de la Scarpe, la notion de village n’existait pas, il n'y a que des fermes, une pour quarante hectares, dans un environnement sans bois ni forêt. La Morénie était un littoral marécageux dont certaines parties étaient périodiquement envahies par la mer, les romains la considérèrent comme inhabitable.
La Gaule romaine dont la Gaule belgique apporte un réseau routier avec la Via Agrippinensis, sept voies romaines rayonnaient autour de Bagacum (Bavay), quelques maisons sont regroupées le long de ces routes, l’habitat restant disséminé.
La romanisation resta cependant limitée; les cités romaines étaient rares dans des territoires immenses.
D'après certains récits, vers la fin du IIIe siècle sept missionnaires auraient apporté les paroles de l’Évangile jusqu’aux rives de l’Oise, de la Somme et de l’Escaut, les uns, saint Quentin et saint Rieul de Senlis (IIIe siècle) s’établirent sur le territoire des Viromanduens (Vermandois) et des Ambianais. Deux autres, saint Fuscien et saint Victoric, se dirigèrent vers les plages marécageuses des Morins. Saint Piat, saint Eubert et saint Chrysole vinrent prêcher la loi de Jésus-Christ en Ménapie, à Tournai, à Seclin et à Comines.

Les historiens estiment que la plupart de ces vies de saints sont des hagiographies fantaisistes inventées du IXe au XIe siècle. Un seul évêque semble être réellement attesté au IVe siècle dans la Gaule belgique, Superior, évêque des Nerviens vers 346.
En 394, l'empereur Théodose mit fin par l'édit de Thessalonique à la liberté de culte, le catholicisme devenant la seule religion licite de l'Empire romain. Quelques temples furent détruits dans la région, mais le nombre de chrétiens y demeura cependant infime.

## Les Francs et la conversion de Clovis

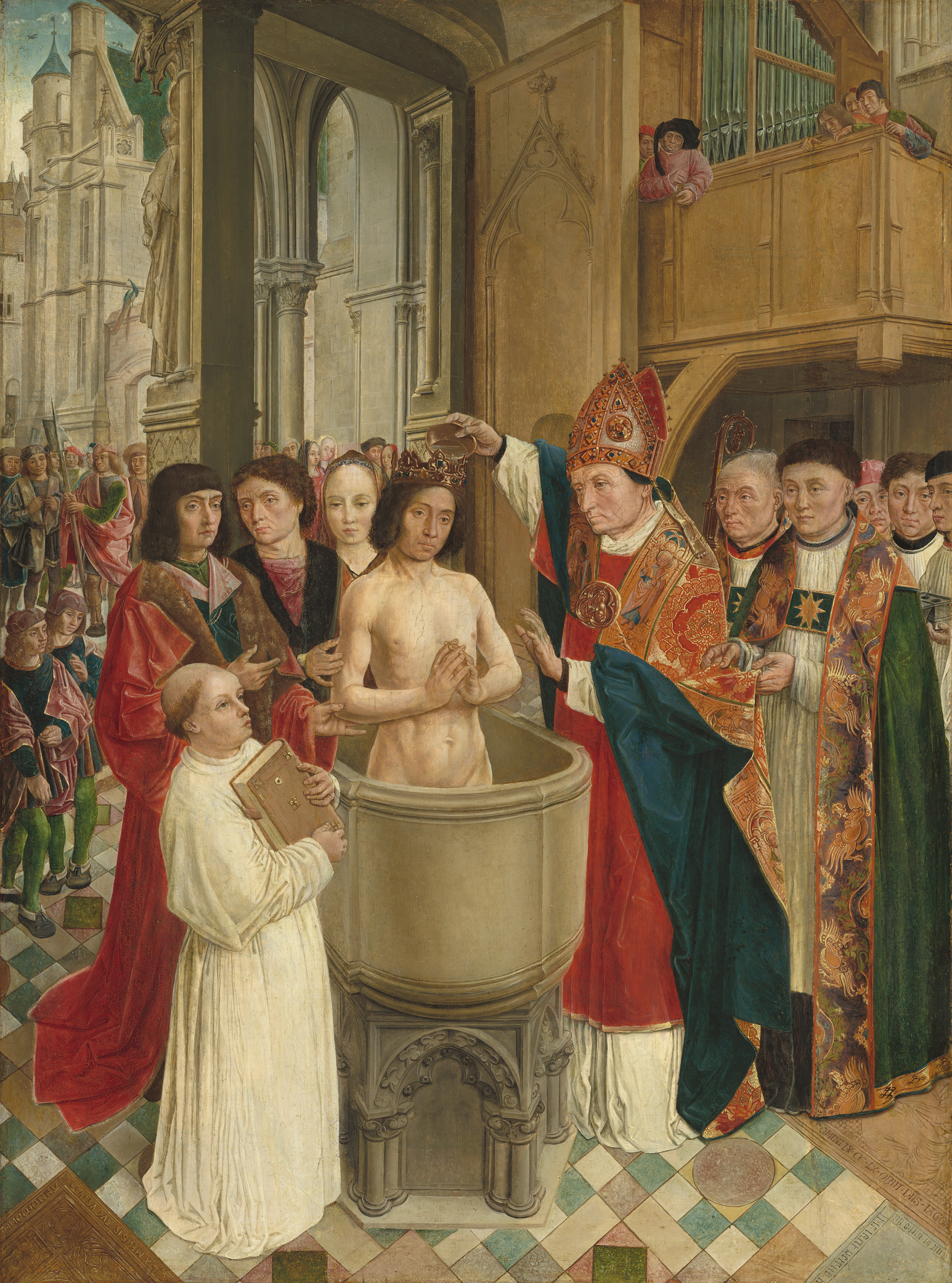
Le baptême de Clovis, d'après le Maître de Saint Gilles, ca. 1500

Lors des invasions barbares du début du Ve siècle, de très nombreux envahisseurs balaient l'armée romaine; ils sont Anglo-saxons, Vandales, Hasdingues, Suèves, Alains.
Les chroniques de  Baldéric  racontent que l'évangélisation disparut avec l'invasion des Francs saliens de Clodion le Chevelu (vers 390 - 450)  « Ainsi plus de prêtres, plus de sacrifices ; les traces du culte divin disparaissent partout. » .
Pour des historiens comme Alain Derville, le christianisme n'a cependant guère reculé à l'époque des invasions barbares, pour la simple raison qu'il était encore quasi inexistant.
L'Empire romain d'Occident s'effondra en 476. 
La forêt s'est développée sur le territoire dans les clairières quelques fermes se regroupent. Il s'agit de grande construction en bois avec des cabanes pour le blé et le puits, le tout est entouré de palissades et d'un fossé. Les morts sont enterrés dans la ferme.

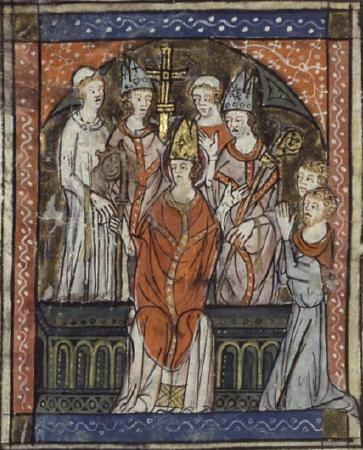
L'Ordination de saint Vaast

L'un des Francs, Clovis en chef ambitieux, s'élance de Tournai pour conquérir la Gaule en sa quasi-totalité, Vaast d'Arras explique la religion à Clovis qui reçoit alors le baptême avec 3 000 guerriers, les baptêmes collectifs étant alors une pratique courante, des mains de saint Remi, l'évêque de Reims, le 25 décembre d'une année comprise entre 496 et 499. Ce baptême est demeuré un évènement significatif pour l'histoire de France. En remerciement Clovis donne à saint Vaast la consécration épiscopale et l'envoi chez les Atrébates (Artois) et Nerviens.
Vaast d'Arras dirigera pendant plus de quarante ans les deux diocèses d'Arras et de Cambrai[réf. nécessaire].
À partir du VIe siècle la région est lentement christianisée.
Ce sont les nominations d’évêques qui montrent la présence de communautés chrétiennes organisées. Dans la  partie septentrionale, le  diocèse de Cambrai fut rapidement regroupé avec celui d'Arras. Dans la région des Morins, soit la partie maritime et occidentale de la région, le premier évêque, Audomar (Saint Omer) ne fut envoyé qu'au VIIe siècle
.

## Les abbayes mérovingiennes
Le VIIe siècle vit donc naître les institutions monastiques. Leurs fondateurs sont pour la plupart issus de l'aristocratie neustrienne, en particulier la famille des pippinides dont est issue la dynastie carolingienne; ils  bénéficièrent du soutien de l'aristocratie locale, qui les dota en terres.